# Poropanchax
Poropanchax là một chi cá trong họ cá khổng tước Poeciliidae thuộc bộ cá chép răng Cyprinodontiformes, các loài trong chi này là cá bản địa ở vùng châu Phi, một số loài trong chi được ưa chuộng để nuôi làm cá cảnh như Poropanchax normani. Nhưng nhìn chung, chúng khó nuôi, dễ bị lây bệnh, nhất là bệnh vảy đốm.

## Các loài
Hiện hành có tất cả 05 loài được ghi nhận trong chi này:
- Poropanchax hannerzi (Scheel, 1968) (Cá Hannerz Lampeye)
- Poropanchax luxophthalmus (Brüning, 1929)
- Poropanchax normani (C. G. E. Ahl, 1928) (Cá Norman lampeye)
- Poropanchax rancureli (Daget, 1965) (Cá Rancurel lampeye)
- Poropanchax stigmatopygus Wildekamp & Malumbres, 2004